# Răzoare, Cluj
Răzoare este un sat în comuna Frata din județul Cluj, Transilvania, România.

## Galerie de imagini

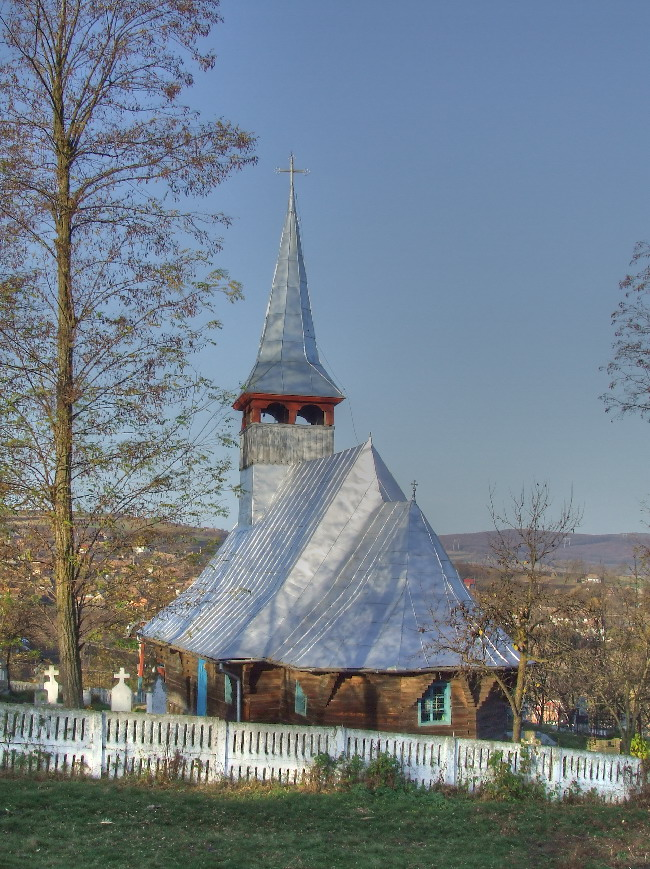
Biserica de lemn din Frata (2008)
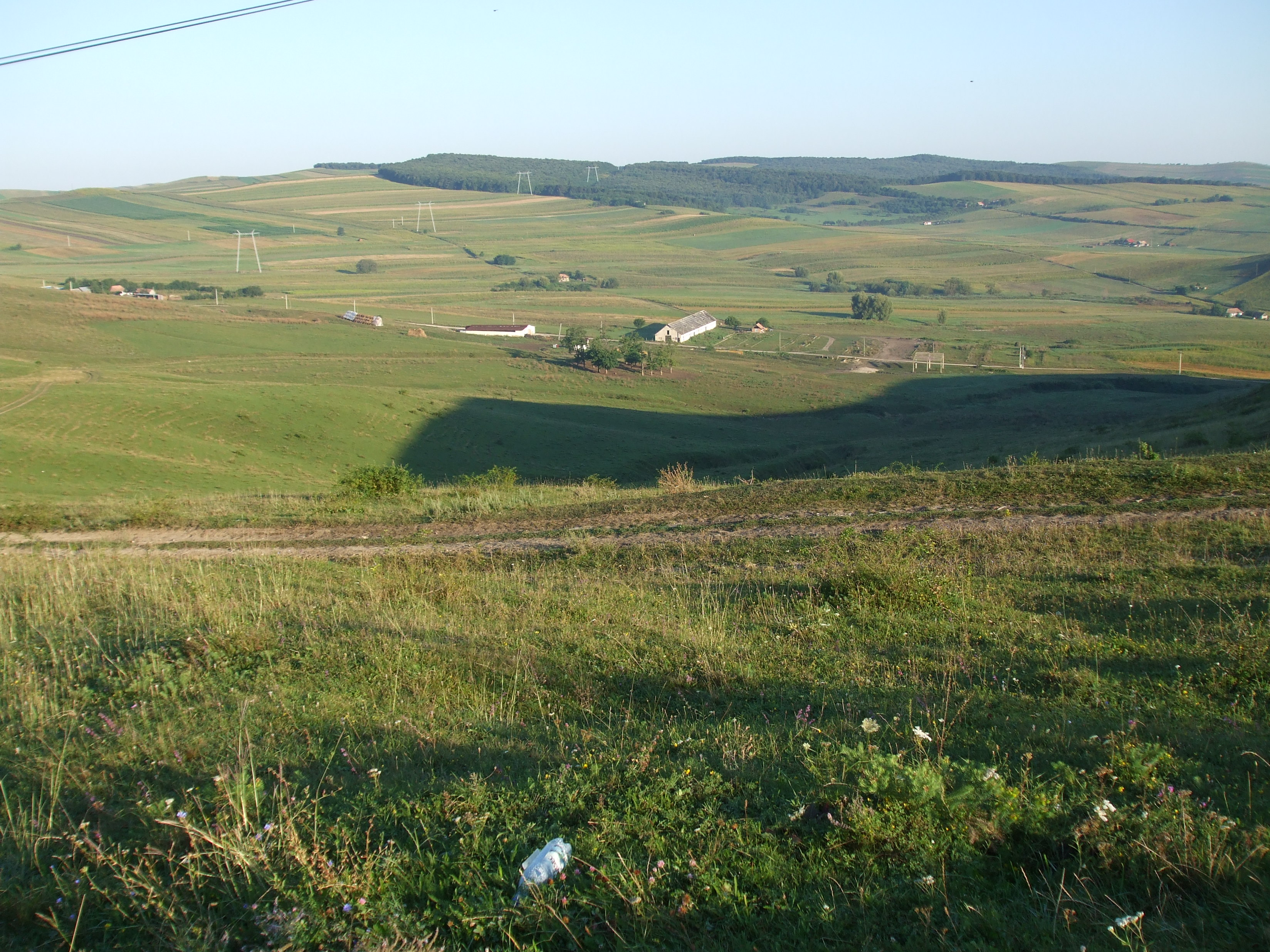
Satul Răzoare